# Ачамана
А́чамана (санскр. आचमन, IAST: ācamana) или а́чмана — очистительный ритуал в индуизме, в котором под чтение различных мантр человек совершает три маленьких глотка воды из правой ладони.
Хотя ачамана обычно предшествует всем ритуалам (например, пудже) и чтению Вед, есть специальные обстоятельства, которые также требуют совершения этого обряда:
- Сразу после пробуждения утром;
- После мочеиспускания и других форм экскреции;
- После чистки зубов;
- До и после принятия ванны;
- После облачения в одежду;
- До и после приёма пищи;
- До и после подношения или получения милостыни или подарка;
- После чихания, пролития слёз или крови;
- После контакта с ритуально «нечистыми» субстанциями, такими как кровь, сперма, человеческий волос, коты, мыши и так далее;
- После сексуального контакта с женщиной;
- После произнесения лжи.

Совершение ачаманы, как ритуала очищения, в данных случаях связано с верованиями, что вредные выделения накапливаются во рту, когда человек говорит или делает что-нибудь «нечистое».

## Совершение ритуала
Согласно «Законам Ману» ачаману нужно совершать в уединённом месте (или же стоя в чистой воде), обратившись лицом на север или восток и произнося определённые мантры. Основной момент ритуала — это споласкивание рта путём трёх маленьких глотков воды из ладони правой руки. Вода должна быть негорячая и непенистая.
Пальцы правой ладони при глотках должны быть сложены вместе, кроме большого и мизинца. Губы же при этом должны были прикасаться места у основания большого пальца, ибо эта часть считалась посвящённой Брахме. Можно также прикасаться к частям ладони, посвящённым Праджапати (основание мизинца) и богам (основания безымянного и среднего пальцев). Касание губами основания указательного пальца запрещено, так как эта часть ладони посвящена предкам.
После глотков два раза вытираются губы, а влажной рукой касаются глаз, ушей, ноздрей, сердца и головы. Воду, если она осталась, нельзя больше использовать где-либо.